# 王德光

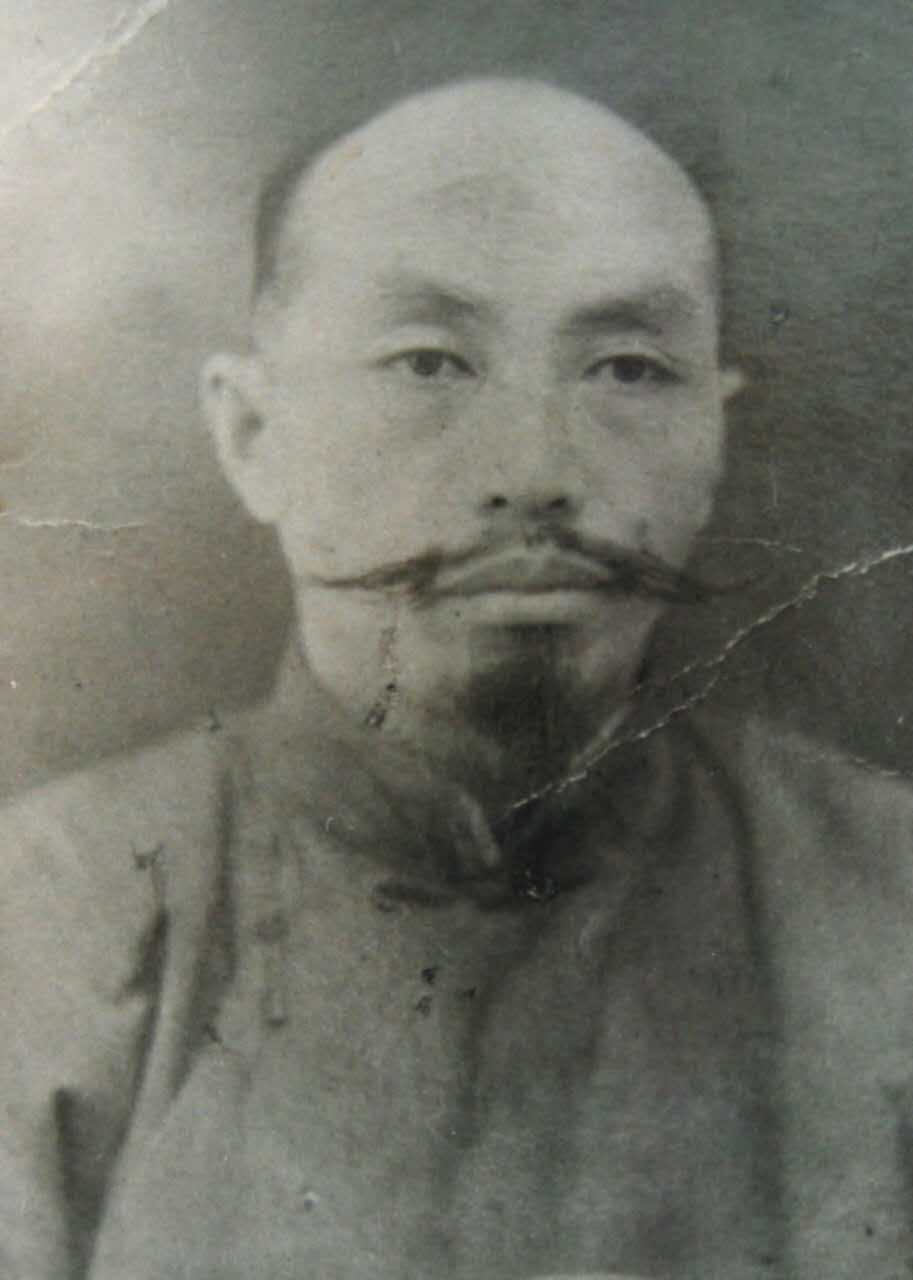
王德光

王德光（1890年—1950年），又名之平，字在仁，又字慎哉，号柏朋，北鹏，别号乾惖子，行榮一，是清朝名臣曾国藩的妹妹曾国蕙的曾孙，王興䪧的长孙，王缃先的长子。

## 生平

### 出生年月和地点
出生于1890年（光绪十六年）正月二十七。出生湖南。出生地原隶湘乡，现属双峰县荷叶塘。

### 早年经历
王德光出生时祖父已经去世6年了。7岁时祖母去世，15岁那年丧父，家境贫困。1906年，王德光小学毕业后到湖南陆军小学堂（三年），1909年 升入驻鄂陆军第三中学堂（两年），1911年入保定入伍生总队。1912年22岁进入保定陆军军官学校第一期 （两年），还每月给家寄钱。毕业后历任鲁军第一师步兵第一团三营副官；滇黔护国第一军第四梯团司令部上尉副官；湖南陆军第一师3礮兵第一团二营副官；守备队第一区独立机关枪连长；湖南总司令部少校参谋等职。1920年补授陆军騎兵少校军官。1926年随唐生智参加国民革命军， 北伐时任國民革命軍任第8军（唐生智为军长）第4师（师长刘兴）参谋长，下辖4个团，团长分别为廖磊、唐哲明、周维寅、颜仁毅。参加了攻占湘潭、长沙、岳阳、武汉等战斗。1927年任独立25团长。四一二事件后，德光离开军界，从事写作。当时一家住在长沙住磨盘湾吊马庄5号。其一生著有《中华文化之复兴》、《复兴孔祀纪事本末》、《民族复兴之关键》、《曾胡左兵学纲要》、《大同主义之研究》等。1927年后期，德光一家、弟弟德瑄及妹妹德犹移居北京，仍然是一个大家庭。1935年全家迁回湖南。德光任教湖南省国学馆，1936年德光参加倒蒋运动，带旧部曾某某20余人投奔广东陈济堂部任师长，失败后由广东至上海箸书。抗战前夕在南京谋得闲职，拿干薪，著书，将书斋起名“平不平斋”。抗战期间任司令部高参。1937年，王之平出版《曾胡左兵法-曾國藩, 胡林翼, 左宗棠兵學綱要》，中華民國時期杰出軍事理论家、兵学泰斗、军事教育家、陸軍上將、保定军校校长蒋方震为其作序。蒋方震（蒋百里）为两弹一星创始人钱学森的岳父。著名爱国书法家郑家溉题写书名。国民党湖南著名将领陈浴新题诗：
天郎才气弥天壤，
横扫成军纵万年，
此是湖湘灵秀在，
留三硕果衔薪传。
1939年王之平接受出任湘鄂赣边区司令部少将参谋长，参加第一次长沙保卫战。1940年离职，路经警备司令蒋经国势力范围的赣州专署地区，因查获携带共产党传单及自寄《大同主义》书稿，被捕入狱。后经故人程潜营救获释。此后多年，均靠闲职薪入维生，并从事中小学教育。不久，王之平彻底离开军界、政界，回原籍，看破红尘，世道不公平，强权即有理。因性格耿直，在乡中很有威望。1949年8月湖南和平解放时，国民党将领刘兴电召王之平统战部报到，但他不忍离开80多岁的老母。

### 处决
解放后本应到省人民政协，可他为孝敬老母回故乡伴随老母，土改时划为“城市平民”有4.5亩地，5间房，与母亲在一起，并靠教育小学生维生。按照《全国土地革命法》规定，王德光依然有分地的权利。因而分到一块好地。村农协主席（一般由贫下中农当）因而忌妒，发生矛盾，而找到区长，而当权的原荷叶区区长彭久林，曾经想占用王之平祖坟的地为其母筑墓而被当时有兵权在握的王之平教训过而公报私仇，由地方报请湘乡县政府批准，于1950年初，以反革命罪将王柏朋（王之平）处决。

### 平反
1986年12月28日，经海内外亲友要求复查平反。双峰县人民法院判决宣布王柏朋无罪，撤销湘乡县人民法院1951年对王柏朋的刑事判决。

### 墓地
其墓地位于湖南娄底双峰县荷叶乡。

## 亲属
祖父王興䪧，为曾国蕙与王待聘的幼子，排老三，官名树圻，号淑琴，字德濨，行金七，生于1850年7月初六。曾任海南琼州澄邁县当知县，监生加同知衔，官至五品。1884年死在位上，葬在湖南二十三都旺冲的都乐山。
祖母是衡阳十七都刘永道次女刘氏，生于道光二十九年（1851年10月十九）。卒于1899年（光绪25年）。死后被诰封宜人，与夫同葬。
父亲王缃先为王興䪧的长子，册名元，字懷北，号湘生，别号湘三，行庭三，1870年生。考上国子监后，因家庭贫困，放弃深造，毕生抚养培育两个弟弟和四个子女。1905年积劳成疾而离世。死后葬二十三都旺冲都乐山，与父母同葬。
母亲曾氏为国子监曾相臣家三小姐。1866年生，1951年卒。
妻子陈维儀生于1897年光绪二十三年4月十六日，是长沙陈松冰的长女，出生在大家闺秀，念过塾馆，毕业于长沙省立第一女子师范学校。1935年去世。
二弟王德紟1892-1913。
三弟王德瑄1899-1946，号松如，原名宣，字卓哉。为清末民初医家。所著《温病正宗》，《恬澹斋医学丛书》，皆为其任湖南国医专科学校教授时所撰。另有著作：
《烂喉丹砂治验录》，《历代名医事略考》，《医书分类提要》，《医学指津》，《脉理启微》，《药物运用表》，《伤寒论之我见》，《疫症论治》，《恬澹斋医话》，《医案拾馀》，《救急备用方》。
妹妹王德犹生卒年份不详。
育有四子三女。长子王则明（王崇诚），1920年出生于长沙。1939年考入浙江大学，成为航空机械专业优材生。1942年大学毕业回湖南，正是抗日战争的纷乱时期。他在从长沙迁到安化七星街的省立第一中学教书，后带领该校的一批约20来位学生逃难到贵州，立下一功，然后在南迁遵义的浙大母校教书。1946年则明与衡中在南京结婚。后则明在北京一军工厂任职，位少校军衔。后随工作迁天津。因工厂要迁台湾，他不愿随厂迁移，全家又回湖南。则明相继在长沙铁道学院和大连工学院教书。1955年因工作全家迁居上海。夫妻俩都在上海交通大学教书，王则明除了专业精通，还精通英、俄、日、徳语，喜好音乐、文学等。他在大学工作时致力于力学的研究，《上海交通大学学报》、《力学译丛》等学术杂志经常有他的论文或译文。他带病翻译的著作《塑性理论》于1965年完成出版。数年后，原著英国作者W Johnson来中国访问时特地到上海交通大学探访他并向商量该译著再版事宜，可惜他已离世。 王则明于1967年5月9日在上海病故。与谢衡中育有五女：长女王晓野，四女王丁士在上海。次女王野岸，五女王士奇在澳大利亚定居。三女王岸丁在美国定居。
《塑性理论》是一本中文翻译专业书。排版字数335,000。作者：王则明。1965年由上海科学技术出版社出版。
原著是英国著名物理学家教授、学者、工程师、研究员、皇家科学院院士、皇家学会会员W. Johnson 的早期著作。他一生发表过400多篇学术论文和8本专业书籍。他和P.B. Mellor于1962 年出版的412页的经典文献Plasticity for Mechanical Engineers，出版后不久就售出5百多万册。在中国国内，一些专家教授也极力推荐该书为重要专业参考文献。 
```
次子
王崇敬
，1922年出生长沙，国民党终身立法委员廖维藩的女婿。湖大工科冶金专业毕业生。50年代初期经香港去美国，在美国明尼苏达（University of Minnisota)大学和阿立冈大学(University of Oregon）取得冶金博士，在著名乔领李国欣创建的华昌公司任高级研究工程师。1979年和1985年王崇敬两次被中国几间大学邀请回国讲学和进行学术交流。除了散见各杂志的学术论文和会议论文，生前还著有专业著作 《Tungsten: Sources, Metallurgy, Properties, and Applications》（与Stephen W.H.Yih 合著，1979年在美国出版。1983年中译本《钨》出版）。2000年在美国病故。有一女王学仪，获物理学博士后在电话公司任设计工程师。1996年48岁时死于胆癌。有一子王大为，失去联系。
三子王崇恒，1929年出生长沙，是解放后第一批到教育局工作的干部。教育科学研究所所长。1992年与扬道正合著《长沙教育志1840-1990》。2009年在长沙病故。妻子郑惠平为中学教师。郑惠平于2016年6月16日去世。有一子王若，一女王微怡。
幼子王崇和，1931年出生于北京。曾在唐山工学院任教。后在长沙铁道学院工作。妻子和两个女儿在唐山1976年地震时遇难。幸存的女儿王新宇现住长沙。
长女王敏之，（原名王崇敏）1924年出生于长沙。先后在中南人事部、广州人事部及湖南省图书馆工作。丈夫曾传新年轻时（41年）就参加孩子剧团。42年九月孩子剧团结束，传新就加入了演剧六队。这些抗敌演剧队各个阶段的活动都是在周恩来和中共南方局领导下进行的。后来传新一直在文艺单位工作。文革后被下放数次。曾在隆回住了10年。曾传新于2016年8月11日去世。王敏之于2017年1月7日去世。一女王新丹现在美国定居。
次女王崇敏，（原名王崇睿）1928年8月24日生于长沙，在48年长沙教书时入党，51年调北京与曾是元凌中学同学的盛绳武结为夫妻。2008年10月17日卒在北京病故。盛绳武1926年六月四日生，后在北京市委工作。2014年12月20日卒。有三子：盛强，盛洪，盛军。
幼女王崇惠，1933年生于北京。先后在本溪钢产、北满钢产、西南钢铁研究院、攀枝花钢铁研究院工作，一生致力于钢铁行业的化学分析研究，于2004年病故。其丈夫苑广智于2003年病逝，生前在同一单位工作。遗下三女：长女苑天宇，次女苑天红，幼女苑天华。
```